# Алатир
Алатир (рус. Алатырь) град је у Русији у Чувашији. Према попису становништва из 2010. у граду је живело 38203 становника.

## Становништво
| 1939.  | 1959.  | 1970.  | 1979.  | 1989.  | 2002.  | 2010.  |
| ------ | ------ | ------ | ------ | ------ | ------ | ------ |
| 29.782 | 40.074 | 43.499 | 45.272 | 46.593 | 43.161 | 38.203 |